# Список авиакомпаний с запретом на полёты в страны Европейского союза

Запрещён полет всем авиакомпаниям
Запрещён полет некоторым авиакомпаниям
Запрещён полет некоторым авиакомпаниям, на некоторые наложены ограничения
Запрещён полет некоторым воздушным судам

Список авиакомпаний с запретом на полёты в страны Европейского союза — «чёрный список» коммерческих авиаперевозчиков мира, в которых, по оценке европейских экспертов, должным образом не решены проблемы с обеспечением авиационной безопасности, и самолётам которых запрещено находиться в воздушном пространстве любого государства — члена Европейского союза.
Впервые список был опубликован в 2006 году на основе Свода правил Еврокомиссии № 474/2006. Данные в статье актуализированы по состоянию на 3 апреля 2012 года.

## Процедура включения в список
Процесс занесения авиакомпании в «чёрный список» определяется Регламентом № 2111/2005 авторства Европарламента и Европейского совета. Регламент включает в себя процедуру консультаций и согласования между контролирующими органами государств — членов Евросоюза, институтов Европейского сообщества, ответственных за надзор в сфере авиационной безопасности государственных структур и самих авиаперевозчиков. Перед внесением в «чёрный список» любая авиакомпания имеет право на подачу и рассмотрение апелляции.